# سرگئی تولستوف

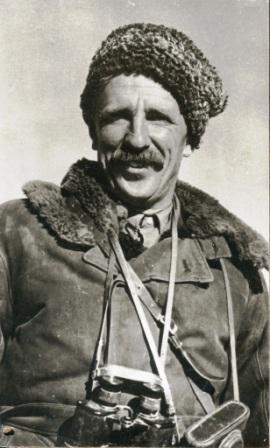
سرگئی تولستوف، باستان‌شناس روسی - ۱۹۵۱

سرگئی تولستوف (روسی: Сергей Павлович Толстов)(۱۹۷۶ –۱۹۰۷) باستان‌شناس و قوم نگار اهل روسیه و اتحاد جماهیر سوسیالیستی شوروی بود.
او در سال ۱۳۱۷ شمسی در سن ۳۱ سالگی از سوی آکادمی علوم اتحاد شوروی به سرپرستی علمی هیئت کاوش‌های باستان‌شناسی خوارزم برگزیده شد و سراسر عمر خود را صرف کاوش و پژوهش در خوارزم باستان کرد. او بسیاری از محوطه‌های باستانی را برای نخستین بار شناسایی کرد و در آنها به حفاری پرداخت: حفاری در توپراق قلعه، مرکز شاهان محلی خوارزم در سده‌های آغاز میلادی و کشف کاخ‌ها و دیوارنگاره‌های قابل قیاس با داستان سیاوش و افراسیاب در شاهنامه؛ تپهٔ باستانی «جانباز قلعه» متعلق به هزاره ششم تا سوم پیش از میلاد؛ محوطه باستانی «یکه پارسان» از سده هشتم پیش از میلاد و کشف چندین نمونه از خط خوارزمی باستان در آنجا؛ همچنین حفاری در محوطه‌های باستانی «اورگنج»، «کهنه اورگنج»، «تاش قلعه»، و حوزه‌های تمدنی «کَلتَه منار» (منار کوتاه)، «تازه باغیاب»، «سویورغان»، «شریک رباط»، کرانه‌های دریاچه «سرقمیش» و بسیاری جاهای دیگر.
یافته‌های تالستوف فراوان و گوناگون هستند: گونه‌های متنوعی از آثار هنری، تندیس‌های آناهید و دیگر ایزدان و خدایان، دیوارنگاره‌ها، خط‌های باستانی، زینت افزار زنانه، نقوش کیهانی بر سفالینه‌ها، نگاره‌های شاهانه و اسطوره‌ای، و شبکه‌های آبیاری کهن و بزرگ خوارزم از حدود سه هزار سال پیش با صدها کیلومتر طول مجموع آنها.
اما یکی از مهمترین دستاوردهای تالستوف، کشف اثر باستانی مهمی در دلتای آمودریا و در ساحل راست یکی از بسترهای کهن آن است. این اثر قوی قریلگان قلعه (قلعه گوسفند داران) نام دارد و در نزدیکی توپراق قلعه واقع شده است. تالستوف در یک پرواز شناسایی آنرا می‌یابد و بزودی حفاریِ آنرا آغاز می‌کند. بنای قوی قریلگان قلعه با ۸۰۰۰ متر زیربنا و ۲۴۰۰ سال دیرینگی، به تمامی در زیر شن‌های روان مدفون شده بود. عملیات کاوش پس از بیست سال تداوم، در سال ۱۳۳۷ شمسی به پایان می‌رسد.
یافته‌های قوی قریلگان قلعه اهمیتی فراوان دارند: بیش از یک صد سفالینه با نوشته‌هایی به خط و زبان خوارزمی باستان؛ ابزارهای نجومی و قسمتی از کهن‌ترین استرلاب شناخته شده در تاریخ که به شکل لوحی سفالین ساخته شده و یادمانی از دانش اخترشناسی در نزد ایرانیان است.
تالستوف بر این باور بود که بنای مرکزی قوی قریلگان قلعه یک رصدخانه باستانی است. این دو یافته نجومی–رصدخانه و استرلاب- تالستوف را ترغیب کرد تا به مطالعه در آثار نجومی ابوریحان بیرونی که خود زاده و پرورده خوارزم بود، بپردازد و چند کتاب و مقاله نیز دربارهٔ او بنویسد. شخصیت ممتاز دانشی و آزمون گرایانه و غیرمذهبی بیرونی تأثیری شگرف بر تالستوف داشته است.
سرگئی تالستوف به فلسفه‌ی مارکسیستی تاریخِ معتقد بود.